# Teenage Mutant Ninja Turtles (игра, 1989)
Teenage Mutant Ninja Turtles, известный как Fierce Turtle Ninja Legend (яп. 激亀忍者伝 Гэкикамэ Ниндзя Дэн) в Японии и как Teenage Mutant Hero Turtles в Европе — платформер для Nintendo Entertainment System, выпущенный в 1989 году. Игра разрабатывалась компанией Konami и издавалась Konami’s Ultra Games в Северной Америке, в PAL-регионах — Palcom Software.
Игра основана на мультсериале «Черепашки-ниндзя» 1987 года, в котором на момент разработки шёл второй сезон. Внешний вид черепах и других персонажей, тем не менее, был заимствован из одноимённой серии комиксов.
В 1990 году игра была портирована на домашние компьютеры (Commodore 64, ZX Spectrum, Atari ST, Amiga и DOS). В 2007 году появилась версия игры для Virtual Console. Это была первая лицензированная игра, которая появилась в североамериканской и европейской версии Virtual Console. Из-за проблем с лицензированием в 2012 году она была удалена из Wii Shop Channel.

## Сюжет
Черепашки-ниндзя (Леонардо, Рафаэль, Микеланджело и Донателло) должны достать у Шредера Лазер превращения, устройство, которое может вернуть их учителю Сплинтеру его человеческую форму. Вначале они отправляются спасать Эйприл О’Нил, которую захватили в плен Бибоп и Рокстеди. После спасения Эйприл, черепашки должны опуститься под воду, чтобы обезвредить бомбы, заложенные у основания дамбы. Затем спасти Сплинтера от Меха Черепахи, уничтожить гигантского крысолова, найти Технодром и победить Шредера.

## Игровой процесс
Игра начинается сразу с четырьмя черепашками-ниндзя в команде: Леонардо, Рафаэлем, Микеланджело и Донателло, в любой момент игрок может выбирать любого из них. Сами по себе черепахи практически идентичны друг другу, отличается только используемое ими оружие, которое имеет разные показатели скорости, дальнобойности и силы (например, посох Донателло обладает наибольшей дальностью действия и силой, однако скорость его очень мала). В пяти первых уровнях игрок перемещается по обзорной карте (вид сверху) и волен спускаться в канализации, заходить в здания и другие локации (вид сбоку).
По ходу прохождения игрок сражается со всевозможными врагами, начиная с солдат клана Фут и крысоловов, заканчивая бомбометательными дирижаблями и головорезами с цепными пилами. Уникальность игрового процесса заключается в том, что почти все враги (за исключением мини-босса Бибопа и всех финальных боссов) разделены на определённые группы, которые во время игры могут случайным образом друг друга сменять. В ходе игры время от времени будут встречаться мини-боссы, победа над ними, как правило, позволяет продвинуться дальше в прохождении. В конце каждого уровня (кроме второго) игрок сражается с главным боссом.
Каждая из черепах обладает отдельной шкалой здоровья, и как только та снижается до критической отметки, игрок волен выбрать другую черепаху и продолжить прохождение с помощью неё. Так можно продолжать до тех пор, пока не будут побеждены все четыре. После проигрыша игрок может продолжить игру с того же уровня и с полностью здоровыми черепахами (всего доступно два продолжения). Дальше по ходу развития событий игрок может возвращать поверженных черепах обратно в команду, находя их в определённых местах уровней. Причём возвращаться они будут в таком порядке, в каком были побеждены. Единственным исключением из этого правила является уровень на реке Гудзон, где игроку приходится плавать под водой и за отведённое время обезвреживать восемь часовых бомб.